# Huntingdon County
Huntingdon County ist ein County im Bundesstaat Pennsylvania der Vereinigten Staaten. Bei der Volkszählung im Jahr 2020 hatte das County 44.092 Einwohner und eine Bevölkerungsdichte von 20 Einwohner pro Quadratkilometer. Der Verwaltungssitz (County Seat) ist Huntingdon.

## Geschichte
Das County wurde am 20. September 1787 gebildet. Der Name geht auf die religiöse Führerin und Missionarin Selina Hastings, Countess of Huntingdon zurück.

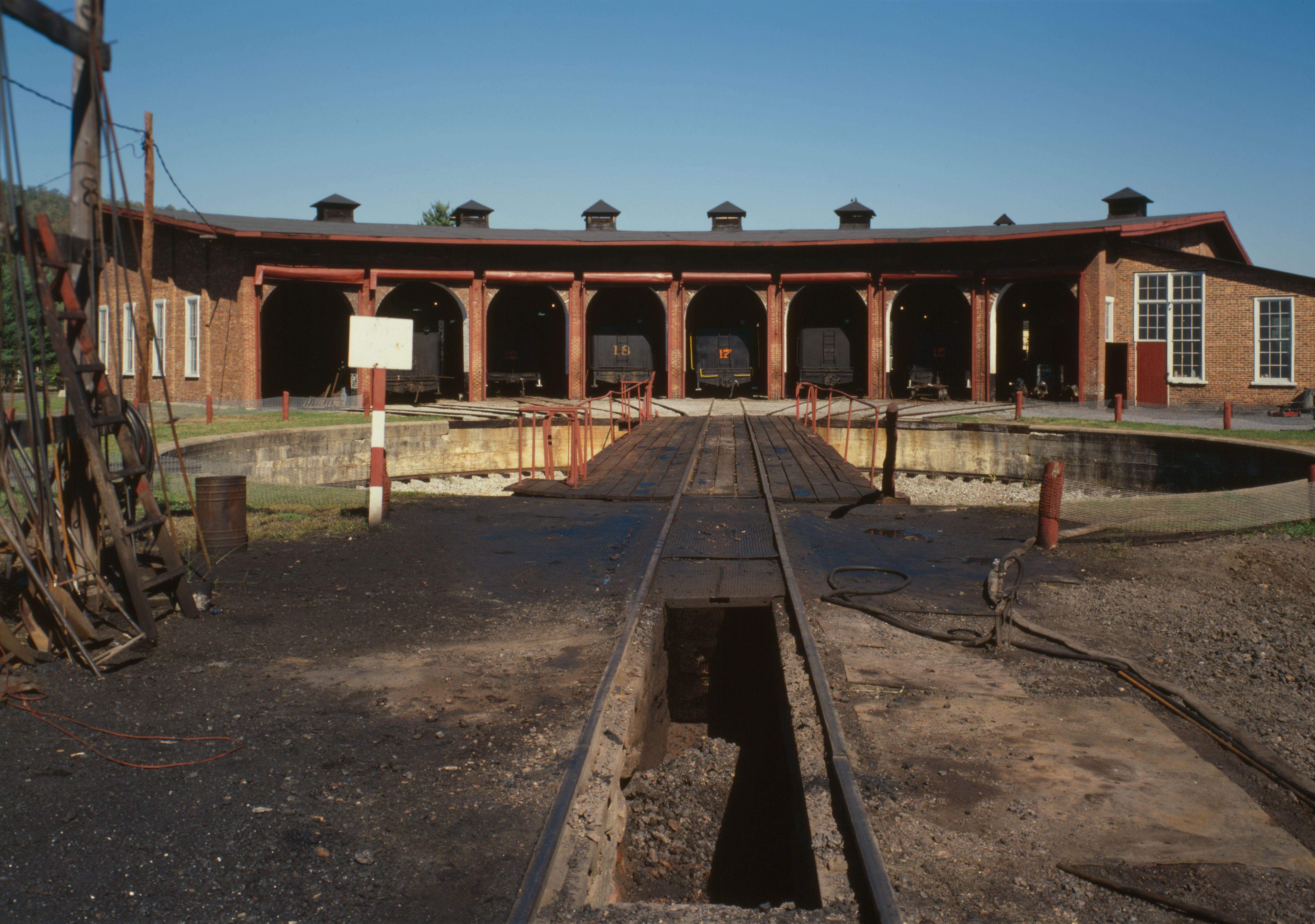
East Broad Top Railroad (1986)

Zwei Orte im County haben den Status einer National Historic Landmark, die East Broad Top Railroad und die Pulpit Rocks. 42 Bauwerke und Stätten des Countys sind im National Register of Historic Places (NRHP) eingetragen (Stand 23. Juli 2018).

## Geographie
Das County hat eine Fläche von 2303 Quadratkilometern, wovon 39 Quadratkilometer Wasserfläche sind.

## Städte und Ortschaften

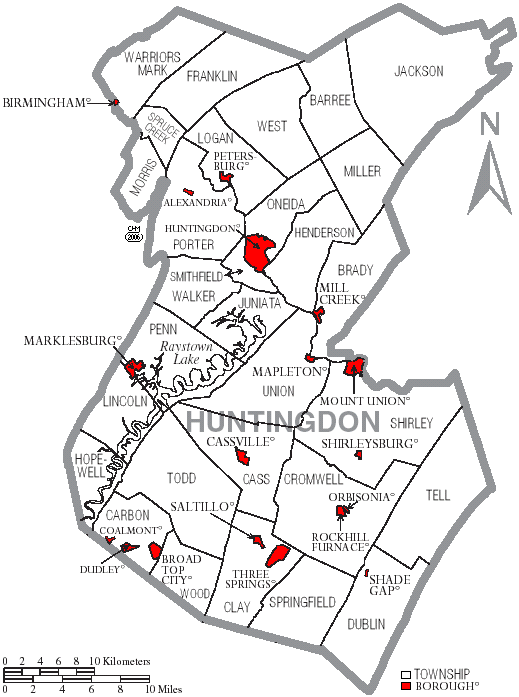
Karte des Huntingdon Countys

| - Alexandria - Barree Township - Birmingham - Brady Township - Broad Top City - Carbon Township - Cass Township - Cassville - Clay Township - Coalmont - Cromwell Township - Dublin Township - Dudley - Franklin Township - Henderson Township - Hopewell Township | - Huntingdon - Jackson Township - Juniata Township - Lincoln Township - Logan Township - Mapleton - Marklesburg - Mill Creek - Miller Township - Morris Township - Mount Union - Oneida Township - Orbisonia - Penn Township - Petersburg - Porter Township | - Rockhill Furnace - Saltillo - Shade Gap - Shirley Township - Shirleysburg - Smithfield Township - Springfield Township - Spruce Creek Township - Tell Township - Three Springs - Todd Township - Union Township - Walker Township - Warriors Mark Township - West Township - Wood Township |